# Cavea

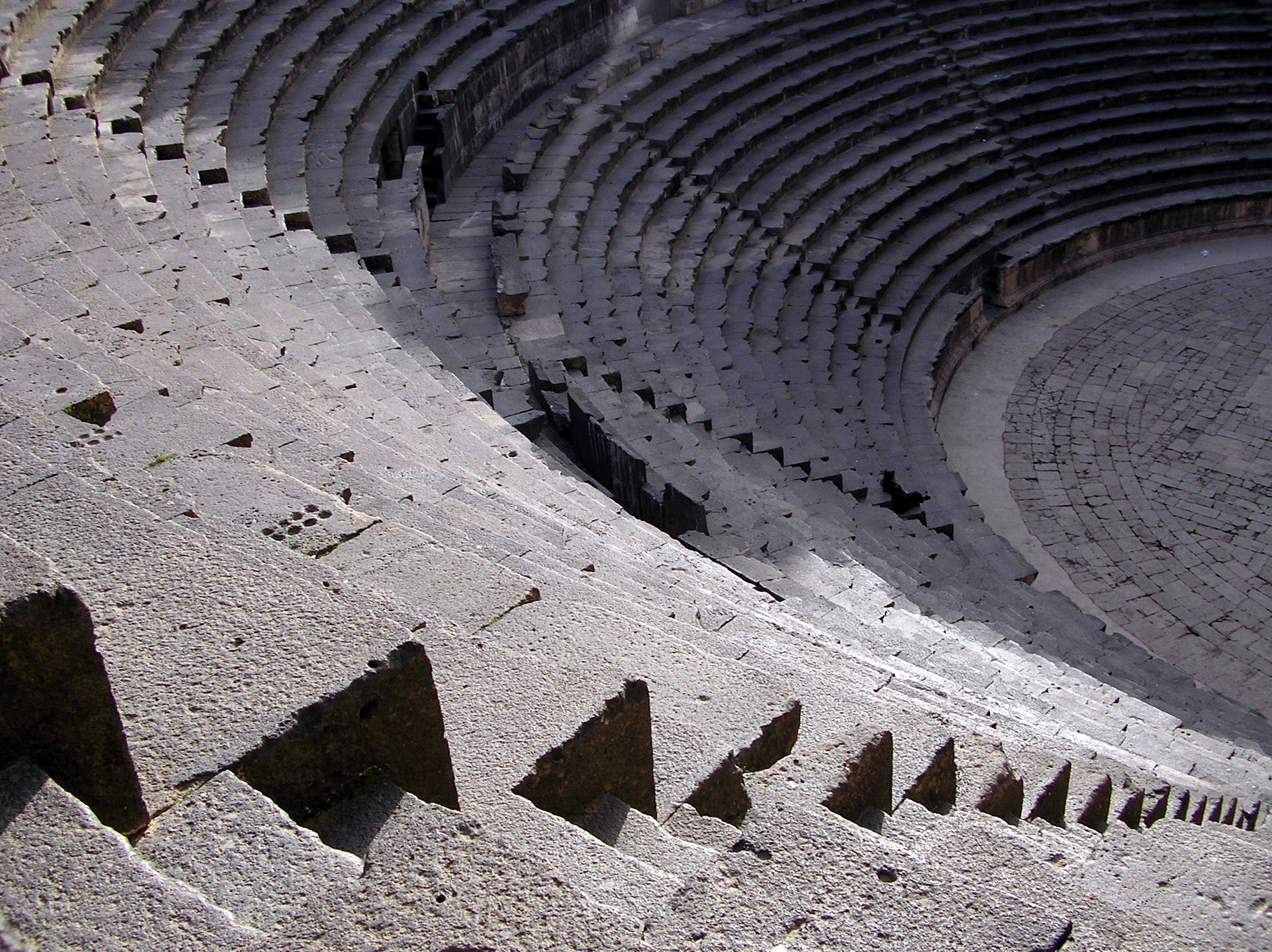
Cavea w teatrze rzymskim (Bosra)

Cavea – łaciński termin określający widownię w kształcie półkola lub elipsy w teatrze rzymskim.  
Widownie tworzyły wznoszące się koncentrycznie rzędy kamiennych stopni - siedzeń. Patrycjusze siedzieli w pierwszych rzędach (prima cavea), a plebejusze w najwyższych (ultima cavea)